# آنا پتن
آنا پتن (انگلیسی: Anna Patten؛ زادهٔ ۲۰ آوریل ۱۹۹۹) بازیکن فوتبال اهل انگلستان است که در پست مدافع برای باشگاه استون ویلا در سوپر لیگ زنان انگلستان بازی می‌کند. پتن قبل از بازی در استون ویلا برای تیم‌های سمینولز ایالت فلوریدا و گیم کوکس کارولینای جنوبی در ایالات متحده فوتبال کالج بازی می‌کرد.
وی همچنین در تیم‌های ملی فوتبال زیر ۱۷ سال زنان انگلستان, زیر ۱۹ سال زنان انگلستان, زیر ۲۰ سال زنان انگلستان, زیر ۲۱ سال زنان انگلستان، و زنان جمهوری ایرلند بازی کرده است.